# Takin’ Off
| Оценки критиков                     | Оценки критиков |
| Источник                            | Оценка          |
| ----------------------------------- | --------------- |
| Allmusic                            | [ 3 ]           |
| Down Beat                           | [ 4 ]           |
| The Rolling Stone Jazz Record Guide | [ 5 ]           |

Takin’ Off — дебютный альбом джазового пианиста Херби Хэнкока, выпущенный в 1962 году на лейбле Blue Note Records. В записи альбома приняли участие Фредди Хаббард на трубе и Декстер Гордон на тенор-саксофоне. Альбом был хард-боп пластинкой c двумя характерными духовыми партиями и ритм-секцией. Блюзовый сингл «Watermelon Man» попал в Top-100 поп чарта и впоследствии стал джазовым стандартом. Альбом был признан «одним из самых совершенных и потрясающих дебютов в истории джаза».

## Список композиций
Все композиции написаны Херби Хэнкоком.
1. «Watermelon Man» – 7:09
2. «Three Bags Full» – 5:27
3. «Empty Pockets» – 6:09
4. «The Maze» – 6:45
5. «Driftin’» – 6:58
6. «Alone and I» – 6:25

Бонусные треки на переиздании:
1. «Watermelon Man» (Альтернативный дубль) – 6:33
2. «Three Bags Full» (Альтернативный дубль) – 5:31
3. «Empty Pockets» (Альтернативный дубль) – 6:27

## Участники записи
- Херби Хэнкок – пианино
- Фредди Хаббард – труба
- Декстер Гордон – тенор-саксофон
- Бутч Уоррен – контрабас
- Билли Хиггинс – ударные